# Daniel Freyberg
Daniel Freyberg (Estocolmo, Suecia, 4 de febrero de 1982) es un músico finlandés nacido en Suecia, vocalista de la banda de heavy metal Naildown y exguitarrista de Children of Bodom y Bodom After Midnight. Fue guitarrista de Norther.

## Discografía

### Con Naildown
- Eyes Wide Open (single – 2005)
- World Domination (2005)
- Judgement Ride (e-single – 2007)
- Dreamcrusher (2007)

### Con Norther
- Circle Regenerated (2011)

### Con Children of Bodom
- Hexed (2019)

### Con Bodom After Midnight
- Paint the Sky with Blood (EP - 2021)